# بنجامين فيتزباتريك
بنجامين فيتزباتريك (بالإنجليزية: Benjamin Fitzpatrick )‏ (و. 1802 – 1869 م) هو سياسي، ومحامي أمريكي، ولد في مقاطعة غرين، كان عضوًا في الحزب الديمقراطي الأمريكي، توفي في ويتومبكا، عن عمر يناهز 67 عاماً.

## مناصب
تولى منصب حاكم ألاباما ‏ (22 نوفمبر 1841–10 ديسمبر 1845)
- عضو مجلس الشيوخ الأمريكي.